# St. Willibrord (Limbach (Schmelz))

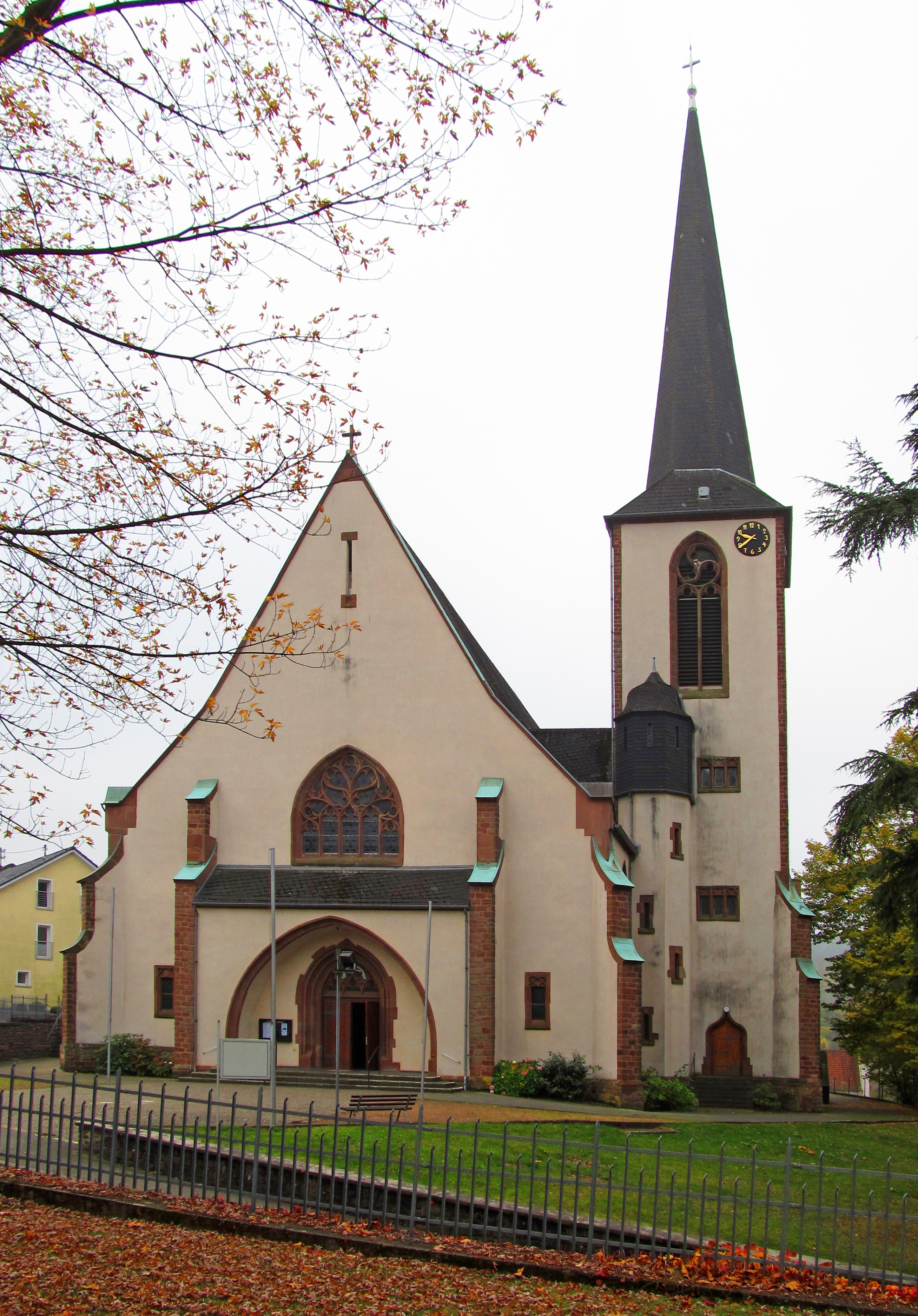
Die Pfarrkirche St. Willibrord in Limbach bei Schmelz

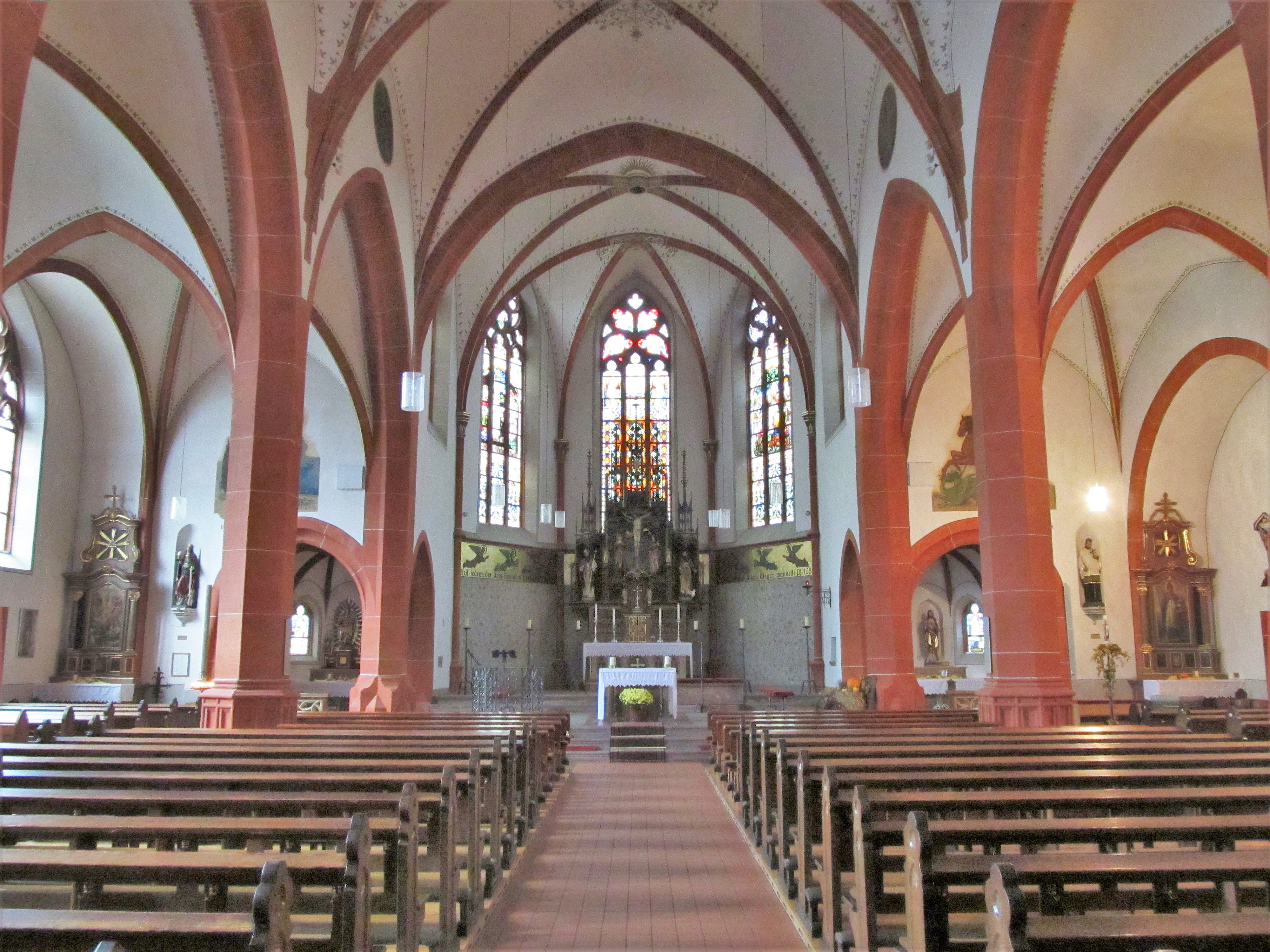
Blick ins Innere der Kirche

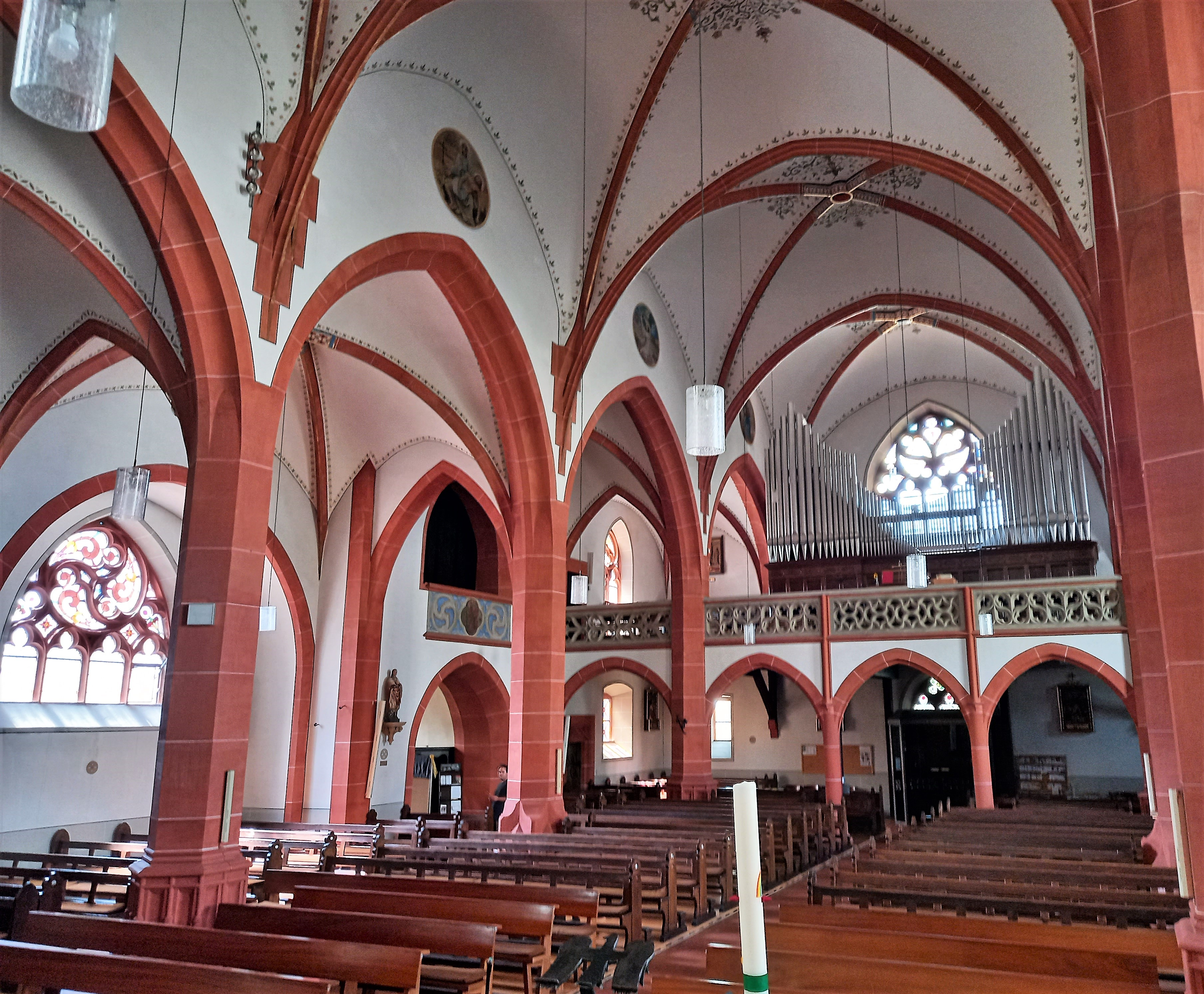
Blick zur Orgelempore

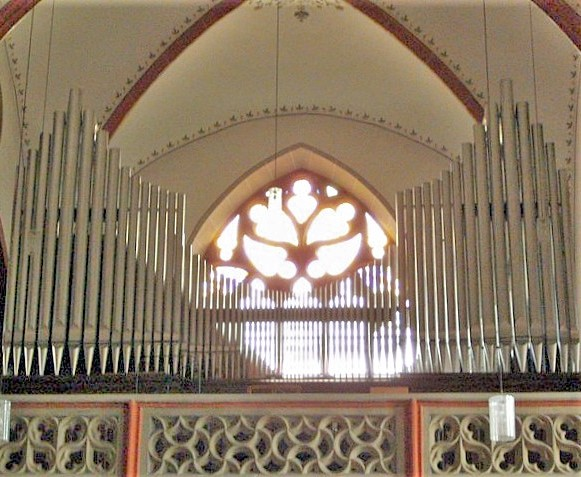
Orgelprospekt

Die Kirche St. Willibrord ist eine katholische Pfarrkirche in Limbach, einem Ortsteil der Gemeinde Schmelz im Landkreis Saarlouis, Saarland. Kirchenpatron ist der heilige Willibrord. In der Denkmalliste des Saarlandes ist die Kirche als Einzeldenkmal aufgeführt.

## Geschichte
Die Limbacher Pfarrei wurde im Jahr 1345 zum ersten Mal urkundlich erwähnt, doch die Ursprünge der Pfarrgemeinde reichen bis ins 9. Jahrhundert n. Chr. zurück. 1345, im Jahr der urkundlichen Ersterwähnung übertrug der Herzog von Lothringen, in dessen Herrschaftsbereich Limbach damals lag, dem Beckinger Ordenshaus (Komturei des Deutschherrenordens) sein Recht am Patronat der Pfarrei einschließlich der Einkünfte. Der Orden verfügte nun über das Präsentationsrecht und konnte dem Bischof von Trier, zu dessen Bistum die Pfarrei gehörte, die Pfarrer von Limbach vorschlagen. Da der Orden auch die Einkünfte aus der Pfarrei bezog, hatte er für den Unterhalt des größten Teils der Pfarrkirche Sorge zu tragen, während der kleinere Teil des Unterhalts von den Pfarrangehörigen übernommen werden musste. 1723 finanzierte der Orden den Neubau des Kirchenschiffes und 1774 die Erweiterung der Pfarrkirche. Die Verpflichtung zur Unterhaltung der Kirche durch den Orden endete 1792, als die Französische Revolution Limbach erreichte. 1803 verlor der Orden seine Rechte endgültig und konnte auch deshalb seinen Verpflichtungen nicht mehr nachkommen.
Im 19. Jahrhundert gehörten zur Limbacher Pfarrei auch die Orte Dorf und Auschet. Die Einwohner von Auschet stellten 1852 einen Antrag an die königlich preußische Bezirksregierung in Trier, von Limbach abgetrennt und an Nunkirchen angeschlossen zu werden. Im Februar 1853 wurde dem entsprochen. Im Gegenzug wurde Vogelsbüsch von Nunkirchen abgetrennt und der Pfarrei Limbach zugeteilt. Gegen Ende des 19. Jahrhunderts hatte die Pfarrei mit Limbach, Dorf und Vogelsbüsch 1301 Einwohner. 1898 wurde ein Kirchbauverein gegründet, mit dem Ziel Finanzmittel für einen Kirchenneubau zu sammeln, da die Limbacher Kirche aufgrund des Bevölkerungswachstums zu klein geworden war und auch die Einführung einer zweiten Sonntagsmesse das Platzproblem nicht lösen konnte.
Nachdem ein passender Bauplatz gefunden war, konnte 1906 mit dem Bau der neuen Kirche nach Plänen des Architekten Ernst Brand (Trier) begonnen werden. Der Kostenvoranschlag wies bei Baubeginn einen Betrag von 85.000 Mark aus. Im Laufe der Bauarbeiten kamen aus den unterschiedlichsten Gründen weitere Kosten hinzu, so dass die Summe für den Rohbau letztendlich 108.000 Mark betrug. Am 17. November 1907 wurde das Gotteshaus eingesegnet und am 28. Juni 1908 durch den damaligen Trierer Bischof Michael Felix Korum eingeweiht.

## Architektur und Ausstattung
Das Kirchengebäude wurde im Stil der Neugotik errichtet. Es handelt sich um eine dreischiffige Hallenkirche mit seitlich angebautem Turm mit Spitzhelm. Die Decken im Inneren der Kirche werden durch Kreuzrippengewölbe geformt. Die Mehrzahl der Fenster weist Maßwerk in Formen der Spätgotik auf.
Die Wände im Inneren sind weiß gehalten, wobei die Kanten backsteinfarbig ausgemalt sind. Verstrebungen, Gewölbegrate und Gurtbögen werden von ornamentalen Bemalungen begleitet.
Der neugotische Hochaltar im Chorraum wird von barocken Seitenaltären flankiert, die aus der alten Pfarrkirche stammen. Auf dem Bild des linken Seitenaltares sind die 14 Nothelfer zu sehen, die sich um das gekreuzigte Jesuskind versammeln. Der rechte Seitenaltar ist dem heiligen Hubertus gewidmet. Vor dem Hubertusaltar steht der Taufstein der Kirche, der in den 1960er Jahren aus der früheren Taufkapelle, die zur Gedenkstätte für die Opfer der Weltkriege wurde, an den heutigen Standort versetzt worden war. Aufgrund des Zweiten Vatikanischen Konzils kam es in den 1960er Jahren zu weiteren Umbaumaßnahmen in der Kirche. So wurden die steinernen Chorschranken und die Kanzel entfernt.

## Orgel
Die Orgel der Kirche ist ein Um- bzw. Neubau einer von 1928 stammenden Roethinger-Orgel, der 1954 von der Firma Hugo Mayer Orgelbau (Heusweiler) vorgenommen wurde. Das auf einer Empore aufgestellte Instrument verfügt über 28 (31) Register, verteilt auf 2 Manuale und Pedal. Die Spiel- und Registertraktur ist elektrisch.
2010 erfolgte durch die Firma Mayer eine Umdisponierung und Erweiterung. Dabei wurden der vorhandene Subbass 16′ im Hauptwerk als Bordun 16′ und im Pedalwerk als Quinte 10 2⁄3′ (akustischer 32′) spielbar gemacht. Des Weiteren wurden die Sesquialter des Schwellwerks in Quinte 2 2⁄3′ und Terz 1 3⁄5′ aufgespalten und die Octave 2′ und der Schwiegel 2′ wechselten jeweils ihre Teilwerke. Ferner wurde ein Zimbelstern angebracht, dessen Glöckchen im Schwellwerk integriert sind.
| I Hauptwerk C–g3 |            |       |
| 1.               | Bordun     | 16′   |
| 2.               | Principal  | 8′    |
| 3.               | Holzflöte  | 8′    |
| 4.               | Rohrflöte  | 8′    |
| 5.               | Octave     | 4′    |
| 6.               | Spitzflöte | 4′    |
| 7.               | Quinte     | 2 ⁄3′ |
| 8.               | Octave     | 2′    |
| 9.               | Mixtur IV  | 1 ⁄3′ |
| 10.              | Trompete   | 8′    |

| II Schwellwerk C–g3 |             |        |
| 11.                 | Quintade    | 16′    |
| 12.                 | Principal   | 8′     |
| 13.                 | Salicional  | 8′     |
| 14.                 | Schwebung   | 8′     |
| 15.                 | Gedackt     | 8′     |
| 16.                 | Principal   | 4′     |
| 17.                 | Blockflöte  | 4′     |
| 18.                 | Quinte      | 2 ⁄3′  |
| 19.                 | Schwiegel   | 2′     |
| 20.                 | Terz        | 1 3⁄5′ |
| 21.                 | Cymbel III  | 1′     |
| 22.                 | Schalmay    | 8′     |
|                     | Tremulant   |        |
|                     | Zimbelstern |        |

| Pedal C–f1 |                                |         |
| 23.        | Principal                      | 16′     |
|            | Subbass (= Nr. 1)              | 16′     |
|            | Gedacktbass (Windabschwächung) | 16′     |
|            | Quintbass (Ext. Nr. 1)         | 10 2⁄3′ |
| 24.        | Octavbass                      | 8′      |
| 25.        | Gedacktbass                    | 8′      |
| 26.        | Choralbass                     | 4′      |
| 27.        | Hintersatz IV                  | 2 ⁄3′   |
| 28.        | Posaune                        | 16′     |

- Koppeln:
  - Normalkoppeln: II/I, I/P, II/P
  - Suboktavkoppeln: II/I
  - Superoktavkoppeln: II/I
- Spielhilfen: 9999 Setzerkombinationen, Tutti, Crescendowalze